# Etrema levicosta
Etrema levicosta é uma espécie de gastrópode do gênero Etrema, pertencente à família Clathurellidae.